# Sceloporus maculosus
Sceloporus maculosus är en ödleart som beskrevs av  Smith 1934. Sceloporus maculosus ingår i släktet Sceloporus och familjen Phrynosomatidae. IUCN kategoriserar arten globalt som sårbar. Inga underarter finns listade i Catalogue of Life.